# 戲曲天地
《戲曲天地》，是香港電台第五台的長壽節目，始於1984年，現主要以粵劇及粵曲為主題，由何偉凌、梁之潔、阮德鏘、林瑋婷、陳禧瑜、龍玉聲、黎曉君主持。

## 概述

### 歷史
《戲曲天地》於1984年4月1日在香港電台第五台啟播，是一個推廣戲曲文化的綜合性節目，該頻道亦成為香港唯一長期製作戲曲題材節目的電台頻道。節目初期由鄧慧嫻、韋以莊統籌。
節目由週一至週日均會播出，早期播放時間為上午10時半至下午2時半，共4小時。多年來播放時間逐漸轉變，至2024年2月，為週一至週六下午1時至4時，週日下午1時至5時。
節目主題以粵劇及粵曲為主，亦介紹其他地方戲曲；歷來有多種不同形式、角度的環節，包括戲曲歷史介紹、業界動態報道、人物訪問、名家回顧、劇評、理論講解、曲藝指導等，亦有與聽眾互動的遊戲、問答環節。在1980年代，節目的製作資源及人手較多，錄播形式的環節甚多，常派員採訪到訪香港的外地劇團及錄播其演出，更會往廣東採訪當地業界人士，錄播當地演出。然而，步入1990年代後，節目製作資源被削減，人手短缺，大幅減少錄播形式環節的時間，以直播唱片取代。
除節目製作外，製作組早期亦會舉辦關於戲曲的座談會。到了1990年代，粵劇觀眾人口日趨下跌，重心則轉為面向青少年的推廣工作。製作組多年來亦不時籌辦聯歡或粵劇演出活動，如經常在農曆新年舉辦賀年特備節目，規模較大的有2004年紀念節目啟播二十週年的《戲曲天地龍翔再現顯光輝》晚會。
節目的主題音樂由曾任主持的粵劇作曲家譚兆威創作。
2024年為戲曲天地的40周年，並製作了廣播劇「大戲場」，演員分別有龍貫天、陳咏儀、李仁傑、何偉凌、梁之潔、阮德鏘、丁家湘、林瑋婷、陳禧瑜、龍玉聲、李偉圖、藍煒婷、黃可柔、梁學㬢。

### 監製及主持
現任主持（2024年2月）包括何偉凌、梁之潔、阮德鏘、林瑋婷、陳禧瑜、龍玉聲、黎曉君（兼任監製）主持，多為粵劇演員、粵曲歌者。
前任主持包括鍾偉明、陳永康、陳婉紅（後兼任監製）、阮兆輝、梁漢威、蘇翁、譚兆威、鄭綺文、李龍、陳慧玲、勞韻妍、葉世雄（原屬監製等幕後職位，後兼任主持）、歐翊豪等。
1990年葉世雄開始擔任此節目監製，據他憶述當時節目主持人才鼎盛，自己本來只負責外勤轉播，但到了1992年不少主持離職或轉為兼職，他亦需自己兼任主持。該年8月，此節目為《九二年粵港業餘粵曲大賽》香港區的優勝者，舉辦主持訓練課程。
1995年，葉世雄有感主持人手持續短缺，又舉辦「戲曲天地新聲大賽」，選拔熟悉戲曲題材的新晉主持，最終選出六人擔任兼職主持，惜不久便相繼離開。2000年葉世雄調離此節目及第五台，主持陳婉紅於2000年代兼任監製。
2004年，該頻道再次舉辦「戲曲節目主持人訓練班」，以招募及培訓新晉主持，當時就讀於香港教育學院的歐翊豪即出身於此訓練班。

## 環節及活動

### 一般環節[註 2]
- 「金裝粵劇」
- 「粵曲會知音」
- 「鑼鼓響 想點就點」：開放聽眾熱線 1872312。

- 「粵曲淺談」：初期環節。[1]
- 「聞歌解情」：初期環節，解釋艱深詞句、詞中典故。[1][5]
- 「文學、歷史、戲曲」：初期環節。[1]
- 「歲易星移」：初期環節，回顧昔日紅伶。[1]
- 「紅伶訴心聲」：初期環節，訪問當今伶人。[1][24]
- 「舞台上下」：初期環節，報道本地戲曲界活動，採訪到訪香港的外地劇團，播放劇團演出的現場錄音。[1]
- 「香港樂府」：初期環節，邀請具水準的本地社團演出。[1]
- 「知音橋」：記載於1987年文獻的環節，播放聽眾的粵曲演唱，並邀王粵生、朱慶祥、馮華、靳永棠、葉紹德等資深粵劇界人士作嘉賓即席指導。[3]
- 「你我他精選」：記載於1990年文獻的環節，週一至週五播放精選粵曲曲目，並舉辦稱為「狀元榜」、「粵曲金榜」或「金榜題名」的票選活動，由聽眾於每週曲目中票選，在週六的「粵曲OK」節目中公布前三名，稱為狀元、榜眼、探花。[31][32][33][34][35]
- 「百花齊放」：1990年調動至週六播出，由蘇翁、陳婉紅主持[25]，比較粵劇與其他地方戲曲的表達手法[5]。
- 「戲寶欣賞」：1990年起逢週一播出，由阮兆輝主持。[25]
- 「鑼鼓新天地」：1990年起逢週二播出，由梁漢威主持。[25]
- 「梨園動態」：1990年起逢週五播出，除報道戲曲界消息，亦接受聽眾表達意見及發問，邀業界人士解答。[25]
- 「名伶名曲」：記載於1991年文獻的環節，逢週六播出。[36]
- 「真真假假戲中人」：1991年逢週三播出，由阮兆輝、新劍郎主持，講述戲曲人物在史實與藝術形象之間的差異。[37]
- 「唐滌生的藝術」[5]

### 特備環節
- 鍾雲山特輯：1984年5月12日起逢週六播出，共6集，專訪當年回香港探親的粵曲演唱家鍾雲山，由陳永康、陳婉紅主持。[24]
- 「第十二屆亞洲藝術節雅音小集京劇特輯」：1988年11月21日起逢週一播出，介紹並獨家播放臺灣京劇演出團體「雅音小集」於第十二屆亞洲藝術節的演出錄音。[38]
- 「1988中國地方戲曲展特輯」：1988年11月22日起逢週二、四、五播出，劇評家蕭銅作普通話旁述，阮兆輝作粵語旁述。[38]
- 「相聲大師侯寶林專輯」：1993年約於3月逢週二播出，紀念當年病逝的相聲表演藝術家侯寶林。[39]
- 「戲寶會知音」：1993年約於9月播出，共5集，播放香港及中國內地劇團名劇演出的現場錄音。[40]
- 「戲曲人生——朱秀英」：2003年6月1日起逢週日播出，共4集，紀念當年病逝的伶人朱秀英，並重播1994年陳婉紅對她的訪問。[41]
- 粵劇名班系列
  - 「姹紫嫣紅仙鳳鳴」：2003年11月15日起逢週日播出，共4集，回顧仙鳳鳴劇團，嘉賓包括業葉紹德、蘇翁、朱慶祥、學者余少華、楊智深、梅雪詩、劇團衣箱彬嫂及佈景製作人徐權。[42]
  - 大龍鳳劇團：2003年12月14日起逢週日播出，共4集，由阮兆輝、劇評人呂永（客席）主持。[43]
- 何非凡紀念特輯「非同凡響憶情僧」：2020年10月31日起逢週六播出，共5集，由梁之潔、黎曉君主持。[44]
- 鄧碧雲紀念特輯「碧海雲天念芍芙」：2021年4月17日起逢週六播出，共5集，由阮兆輝（客席）、梁之潔主持。[45]
- 「粵劇的美學」：2021年6月5日起逢週六播出，由香港教育大學文化與創意藝術學系教授梁寶華（客席）、黎曉君主持。[46]

### 「梨園之最」選舉
此節目曾於2016年舉辦「梨園之最」選舉，是一項香港粵劇及粵曲界頒獎活動，獎項及得主如下：
| 獎項                  | 得主                                     | 備註                   |
| --------------------- | ---------------------------------------- | ---------------------- |
| 梨園之最─文武生       | 龍貫天                                   |                        |
| 梨園之最─正印花旦     | 鄧美玲                                   |                        |
| 梨園之最─丑生         | 陳鴻進                                   |                        |
| 梨園之最─武生         | 呂洪廣                                   |                        |
| 梨園之最─小生         | 宋洪波                                   |                        |
| 梨園之最─二幫花旦     | 陳嘉鳴                                   |                        |
| 梨園之最─音樂領導     | 高潤鴻                                   |                        |
| 梨園之最─擊樂領導     | 高潤權                                   |                        |
| 梨園之最─粵劇         | 《牡丹亭驚夢》（陳寶珠、梅雪詩主演版本） |                        |
| 梨園之最─最受歡迎粵劇 | 《牡丹亭驚夢》（陳寶珠、梅雪詩主演版本） |                        |
| 梨園之最─梨園新輝     | 王潔清、吳立熙、王志良                   | 嘉許年青演員           |
| 梨園驕子              | 陳好逑、尤聲普                           | 嘉許最年長演員         |
| 梨園銷售大獎          | 《紫釵記》                               | 音樂產品銷量最高       |
| 梨園金鳳凰            | 阮兆輝、羅家英                           | 致敬紅伶之最高榮譽獎項 |

## 類似節目
- 戲曲之夜
- 越夜粵精彩

## 備註
1. 1 2  見官方網頁。
2. ↑  包括未能確定性質的環節

## 外部連結
- 香港電台第五台《戲曲天地》官方網頁 （页面存档备份，存于）